# Estevan Travanca
Estevan Travanca (fl. XIII-XIV secolo) è stato un trovatore portoghese, attivo dalla fine del XIII fino ai principi del XIV secolo.
È autore di quattro cantigas de amigo, dal tema alquanto stereotipato, dove l'innamorata manifesta la sua pena per l'assenza dell'innamorato. 